# Rifat Ozbek

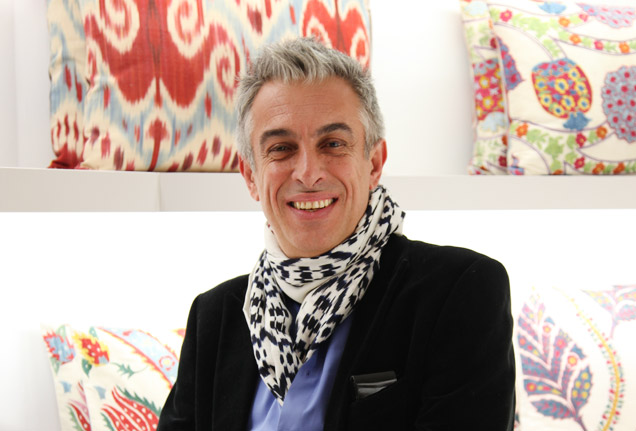
Rifat Ozbek

Rifat Ozbek (türkisch Rıfat Özbek, ɾɯˈfat ˈøzbek; * 1953 in Istanbul, Türkei) ist ein offen schwuler türkischer Modedesigner, der für seine exotischen und ethnisch inspirierten Outfits bekannt ist. Er wurde anders als viele Schwule in der Türkei nicht eingesperrt, weil er in der Türkei den Wehrdienst verweigerte. Er wurde zweimal – in den Jahren 1988 und 1992 – zum Britischen Designer des Jahres der nationalen Fashion Awards gewählt.

## Karriere
Ozbek wurde in Istanbul geboren und wuchs in einem Yalı am Bosporus auf. In den 1970er Jahren zog er nach London und lebte im Haus seiner Eltern in Belgravia, wo er Architektur und danach Design an der St. Martins School of Art studierte.
Nachdem er 1977 bis 1978 graduierte, ging Ozbek nach Italien, wo er Kleidung für Monsoon entwarf. 1984 gründete er sein eigenes Unternehmen und begann damit, seine jährlichen Kollektionen in Mailand und New York City sowie später in Paris vorzustellen.
Im Jahre 1987 wurde die Produktionsstätte seines Studios, Future Ozbek, an Aeffe SpA in Italien übertragen, und sein Ehrgeiz begann zu steigen. 1995 stellte Ozbek sein eigenes Parfüm namens „Ozbek“ vor, und später ein zweites Parfüm namens „Ozbek 1001“.
Die Herbstkollektionen 1999 sowie Frühjahr 2000 vieler Designer spiegelten die Ästhetik wider, die Ozbek seit über einem Jahrzehnt schätzte – die kunstvolle Vermischung von ungewöhnlichen Mustern, Formen und Verzierungen.
2010 leitete Ozbek eine neue Geschäftsidee namens „Yastik“ (das aus dem türkischen Wort für Kissen entlehnt ist). Ozbek war zudem Innenarchitekt für Robin Birleys neuen Nachtclub Rupert´s, der im Jahre 2011 eröffnete. Er lebt abwechselnd in London, Istanbul und Bodrum, wo er mit seinem Lebensgefährten Erdal Karaman residiert.

## Stil
Rifat Ozbek ist allgemein von Verzierungen inspiriert. Er gilt als Beobachter der Kultur und Subkultur, und sein Interesse an Dekoration zeigt sich in seiner ornamentalen Kleidung. Er erlangte Bekanntheit durch die Kombination der dekorativen Symbole und Formen verschiedener Kulturen, wie des Fernen Ostens, Afrikas und seiner Heimat Türkei, mit den klassischen Silhouetten des Westens. Seine Verwendung von Stickereien, Troddeln und leuchtenden Farben wie Türkis und Fushia war völlig uneins mit dem Powerdressing der 1980er Jahre; dennoch erhielt seine Herangehensweise an die moderne Kleidung eine gewisse Aufmerksamkeit.
Ozbeks Entwürfe reflektierten sowohl die Club-Szene als auch New-Age-Einflüsse, als er 1990 mit einer rein weißen Kollektion seinen Glauben an den Spiritismus deutlich machte. Seine Beliebtheit setzte sich in den 1990er Jahren fort, als er seine Untersuchung von Kultur und Subkultur fortsetzte, indem er Straßenmode mit zusätzlichen Baseball-Kappen, die mit Pailletten bedeckt waren, auf die Laufstrecke brachte.

## Auszeichnungen
- 1986: Woman Magazine Designer Award
- 1988: British Designer of the Year[3]
- 1989: British Glamour Award[3]
- 1992: British Designer of the Year[3]